# Liste der Kulturdenkmale in Burgk (Freital)
Die Liste der Kulturdenkmale in Burgk enthält alle Kulturdenkmale des Freitaler Stadtteils Burgk. Die Anmerkungen sind zu beachten.
Diese Liste ist eine Teilliste der Liste der Kulturdenkmale in Freital.

## Legende
- Bild: Bild des Kulturdenkmals, ggf. zusätzlich mit einem Link zu weiteren Fotos des Kulturdenkmals im Medienarchiv Wikimedia Commons. Wenn man auf das Kamerasymbol klickt, können Fotos zu Kulturdenkmalen aus dieser Liste hochgeladen werden:
- Bezeichnung: Denkmalgeschützte Objekte und ggf. Bauwerksname des Kulturdenkmals
- Lage: Straßenname und Hausnummer oder Flurstücknummer des Kulturdenkmals. Die Grundsortierung der Liste erfolgt nach dieser Adresse. Der Link (Karte) führt zu verschiedenen Kartendiensten mit der Position des Kulturdenkmals. Fehlt dieser Link, wurden die Koordinaten noch nicht eingetragen. Sind diese bekannt, können sie über ein Tool mit einer Kartenansicht einfach nachgetragen werden. In dieser Kartenansicht sind Kulturdenkmale ohne Koordinaten mit einem roten bzw. orangen Marker dargestellt und können durch Verschieben auf die richtige Position in der Karte mit Koordinaten versehen werden. Kulturdenkmale ohne Bild sind an einem blauen bzw. roten Marker erkennbar.
- Datierung: Baubeginn, Fertigstellung, Datum der Erstnennung oder grobe zeitliche Einordnung entsprechend des Eintrags in der sächsischen Denkmaldatenbank
- Beschreibung: Kurzcharakteristik des Kulturdenkmals entsprechend des Eintrags in der sächsischen Denkmaldatenbank, ggf. ergänzt durch die dort nur selten veröffentlichten Erfassungstexte oder zusätzliche Informationen
- ID: Vom Landesamt für Denkmalpflege Sachsen vergebene, das Kulturdenkmal eindeutig identifizierende Objekt-Nummer. Der Link führt zum PDF-Denkmaldokument des Landesamtes für Denkmalpflege Sachsen. Bei ehemaligen Kulturdenkmalen können die Objektnummern unbekannt sein und deshalb fehlen bzw. die Links von aus der Datenbank entfernten Objektnummern ins Leere führen. Ein ggf. vorhandenes Icon  führt zu den Angaben des Kulturdenkmals bei Wikidata.

## Liste der Kulturdenkmale
| Bild                                    | Bezeichnung                                                  | Lage                            | Datierung | Beschreibung | ID       |
| --------------------------------------- | ------------------------------------------------------------ | ------------------------------- | --- | --- | -------- |
| Direkt Bild zu diesem Denkmal hochladen | Sachgesamtheit Bergbaumonumente Freital                      |                                 | 18. Jh. - 20. Jh. (Bergbauanlage) | Sachgesamtheit Bergbaumonumente Freital: inhaltlich und z. T. optisch zusammenhängende Einheit von Hochbauten, Halden, Schächten, Wasserbauten usw. mit zahlreichen Einzeldenkmalen im Ortsteil Burgk. | 09303858 |
| Weitere Bilder                          | Albertdenkmal                                                | (Karte)                         | bez. 1904 (Denkmal) | Albertdenkmal auf dem Windberg; u. a. ortshistorische Bedeutung | 08964020 |
|                                         | Ehemaliges Huthaus der Burgker Steinkohlenwerke              | Altburgk 38 (Karte)             | 1834 (Huthaus) | Einzeldenkmale der Sachgesamtheit Bergbaumonumente Freital im OT Burgk: Ehemaliges Huthaus der Burgker Steinkohlenwerke (siehe auch Sachgesamtheitsliste Stadt Freital – ID-Nr. 09303858); wichtiges Objekt der regionalen Bergbaugeschichte | 08963920 |
|                                         | Wohnhaus                                                     | Altburgk 44 (Karte)             | 2. Hälfte 19. Jh. (Wohnhaus) | Wohnhaus; Obergeschoss Fachwerk, baugeschichtliche Bedeutung | 08963954 |
| Direkt Bild zu diesem Denkmal hochladen | Sachgesamtheit Schloss Burgk; Haus der Heimat                | Altburgk 61                     | 1709 Neuaufbau nach Brand (Rittergut); 16. Jh. nachgewiesen (Renaissancegarten) | Sachgesamtheit Schloss Burgk, mit Herrenhaus, Verwalterhaus, vier Flügeln des Wirtschaftshofes, Einfriedungsmauer mit Südportal, Zufahrt mit Tor, Hof mit Hofpflaster und Resten der Pferdeschwemme, Denkmal, Bildstock, Weinpresse und Eiskeller (alles Einzeldenkmale) (Einzeldenkmal ID-Nr. 08963961) Gutspark mit Teich und Baumgarten (Gartendenkmale) sowie Kräutergarten (Sachgesamtheitsteil); geschichtlich, baugeschichtlich und gartenkünstlerisch von Bedeutung. | 09301344 |
| Weitere Bilder                          | Schloss Burgk; Haus der Heimat                               | Altburgk 61 (Karte)             | 1709 (Neuaufbau nach Brand 1707); bez. 1787 (auf einem Stein der südlichen Einfriedung); bez. 1827 (Eiskeller); 1410/1463 (auf dem Rittergut Potschappel); im Kern spätes 18. Jh. (östl. Seitengebäude); 1863 (Neubau Seitengebäude bez. 1863 [Tafel]); vor 1910 (N-Hofseite) | Einzeldenkmale der Sachgesamtheit Schloss Burgk: Herrenhaus, Verwalterhaus, vier Flügel des Wirtschaftshofes, Einfriedungsmauer mit Südportal, Zufahrt mit Tor, Hof mit Hofpflaster und Resten der Pferdeschwemme, Denkmal, Bildstock, Weinpresse und Eiskeller (siehe auch Sachgesamtheitsdokument – ID-Nr. 09301344, gleiche Anschrift); geschichtlich, baugeschichtlich und gartenkünstlerisch von Bedeutung. | 08963961 |
|                                         | Besucher-Schauanlage                                         | Altburgk 61                     | 1828 (Tagesstrecke); um 1863 (tonnlägiger Fahrschacht) | Einzeldenkmal der Sachgesamtheit Bergbaumonumente Freital im OT Burgk: Mundlochbereich der Tagesstrecke des Oberen Reviers (siehe auch Sachgesamtheitsliste der Stadt Freital – ID-Nr. 09303858); bergbaugeschichtliches Zeugnis | 08963916 |
|                                         | Villa                                                        | Altburgk 67 (Karte)             | um 1905 (Villa) | Villa mit Einfriedung, mit Jugendstilformen; u. a. baugeschichtliche Bedeutung | 08963964 |
|                                         | Gedenkstein                                                  | Am Dathepark (Karte)            | bez. 1871 | Gedenkstein von 1871; zugleich zum 80. Geburtstag Carl Friedrich August Frh. Dathe v. Burgk, ortsgeschichtliche Relevanz | 08963960 |
|                                         | Dathepark                                                    | Am Dathepark (Karte)            | 1897 (Anlage des Datheparks) | Gedenkanlage mit Treppenanlage und Balustrade sowie Gedenkstein für Arthur Freiherrn Dathe von Burgk und dem Lindenrondell; ortshistorisch von Bedeutung | 08963959 |
|                                         | Wohnhaus                                                     | Am Schloßgarten 2 (Karte)       | um 1800 (Wohnhaus) | Wohnhaus; Obergeschoss Fachwerk, baugeschichtlich von Bedeutung | 08963956 |
|                                         | Wohnhaus                                                     | Am Schloßgarten 4 (Karte)       | um 1800 (Wohnhaus) | Wohnhaus; Obergeschoss Fachwerk, baugeschichtlich von Bedeutung | 08963955 |
|                                         | sog. Schweizerhaus                                           | Bergerschachtweg 6 (Karte)      | um 1930 (Wohnhaus) | Ehemaliges Gärtnerhaus von Schloss Burgk mit Garten; u. a. baugeschichtliche Bedeutung | 08963963 |
|                                         | Transformatorenstation                                       | Burgker Straße (Karte)          | 1920er Jahre | Transformatorenstation; Zeugnis der Elektrifizierung, technikgeschichtlich von Bedeutung | 08963912 |
|                                         | Förderturm                                                   | Burgker Straße (Karte)          | 1958 (Förderturm) | Einzeldenkmal der Sachgesamtheit Bergbaumonumente Freital im OT Burgk: Förderturm des Schachtes 1 des ehemaligen Wismut-Bergbaubetriebes Willy Agatz (Dresden-Gittersee) (siehe auch Sachgesamtheitsliste Stadt Freital, OT Burgk – ID-Nr. 09303858); 2003–2006 hierher transloziert, letztes Zeugnis der Gattung im Steinkohlengebiet Döhlener Becken, technikgeschichtliche Bedeutung | 09300643 |
|                                         | Burgker Rathaus (ehem.)                                      | Burgker Straße 127 (Karte)      | 1910er Jahre (Rathaus) | Ehemaliges Rathaus mit Bergmann-Figur im Giebelfeld; bau- und ortshistorische Bedeutung | 08960556 |
|                                         | Ehem. Wohnmühlenhaus                                         | Cunnersdorfer Straße 40 (Karte) | bez. 1850 (Türgewände) | Ehem. Wohnmühlenhaus; Obergeschoss Fachwerk, später Teichschänke, baugeschichtlich und ortsgeschichtlich von Bedeutung | 08963967 |
| Direkt Bild zu diesem Denkmal hochladen | Sachgesamtheit Windbergbahn, Teilabschnitt Freital, OT Burgk | Kleinnaundorfer Straße          | 1855-1856 (Eisenbahnanlage) | Sachgesamtheitsbestandteil der Sachgesamtheit Windbergbahn, Teilabschnitt Freital, OT Burgk, mit dem Einzeldenkmal: Kleinlokschuppen (Einzeldenkmal ID-Nr. 09306471) sowie dem Sachgesamtheitsteil Streckenverlauf (siehe auch Sachgesamtheitsliste - ID-Nr. 09301623); Sachgesamtheit mit allen Bahnanlagen, darunter Gleisanlagen mit Unter- und Oberbau, Streckenkilometrierung, Fernmelde- und Signalanlagen, Bahnstationen einschl. aller Funktionsbauten, Wärterhäuschen, Brücken und Durchlässen in den Gemeinden Freital (OT Potschappel, Birkigt, Burgk und Kleinnaundorf), Bannewitz (OT Bannewitz, Boderitz, Cunnersdorf, Hänichen und Possendorf) und Dresden (OT Gittersee), technisch herausragende, singuläre Gebirgsstrecke aus der Frühzeit der Eisenbahngeschichte zum Transport der im Freitaler Revier abgebauten Steinkohle und Anbindung der hiesigen Industrie von industriegeschichtlicher und eisenbahngeschichtlicher Bedeutung. | 09304035 |
| Direkt Bild zu diesem Denkmal hochladen | Kleinlokschuppen                                             | Kleinnaundorfer Straße          | 2. Hälfte 20. Jahrhundert (Lokschuppen) | Einzeldenkmal der Sachgesamtheit Windbergbahn, Freital OT Kleinnaundorf: Kleinlokschuppen (siehe Sachgesamtheitsbestandteil ID-Nr. 09304035); zum Bahnhof Dresden-Gittersee gehöriger Schuppen (siehe Einzeldenkmal Dresden-Gittersee – ID-Nr. 09301644), wahrscheinlich als Ersatzbau eines früher errichteten Lokschuppens erbaut, Putzbau, verkehrsgeschichtlich von Bedeutung | 09306471 |
| Direkt Bild zu diesem Denkmal hochladen | Wegestein                                                    | Kohlenstraße (Karte)            | 19. Jh. | Wegestein; verkehrsgeschichtlich von Bedeutung | 08964022 |
|                                         | Windbergschacht (ehem.) – Windbergheim                       | Kohlenstraße 42 (Karte)         | 1845 und später (Huthaus) | Einzeldenkmal der Sachgesamtheit Bergbaumonumente Freital im OT Burgk: Huthaus des ehemaligen Windbergschachtes (siehe auch Sachgesamtheitsliste der Stadt Freital – ID-Nr. 09303858); technisches Denkmal, ortsgeschichtliche Bedeutung | 08963922 |
|                                         | Bergarbeiter-Krankenhaus                                     | Rotkopf-Görg-Straße 107         | 1872 und bez. 1903 (Sozialgebäude) | Einzeldenkmal der Sachgesamtheit Bergbaumonumente Freital im OT Burgk: ehemaliges Krankenhaus (mit kleinem Nebengebäude) (siehe auch Sachgesamtheitsliste Stadt Freital – ID-Nr. 09303858); sozialhistorisch wichtiges Sachzeugnis der Burgker Steinkohlenwerke, letzte erhaltene Einrichtung dieser Art im Freitaler Raum | 08963917 |
|                                         | Wilhelminenschacht; Bergbeamtenwohnhaus                      | Windbergallee 4 (Karte)         | um 1840 (Beamtenwohnhaus) | Einzeldenkmale der Sachgesamtheit Bergbaumonumente Freital im OT Burgk: Beamtenwohnhaus des früheren Wilhelminenschachtes, einschließlich der traufseitigen Stützmauern und des in südwestlicher Richtung liegenden Maschinenhauses des Erdmannschachtes (siehe auch Sachgesamtheitsliste Stadt Freital, OT Burgk – ID-Nr. 09303858); bau- und ortsgeschichtliche Bedeutung, bildprägend | 08963921 |
|                                         | Wohnhaus                                                     | Zschiedge 2 (Karte)             | 18. Jh. (Wohnhaus) | Wohnhaus; Obergeschoss Fachwerk, Bestandteil eines alten Ortskerns, baugeschichtliche und ortsentwicklungsgeschichtliche Bedeutung | 08963951 |
|                                         | Wohnhaus                                                     | Zschiedge 5 (Karte)             | wahrscheinlich 17. Jh. (Wohnhaus) | Wohnhaus; Obergeschoss Fachwerk, Bestandteil eines alten Ortskerns, wahrscheinlich älteste erhaltene Generation regionaler Holzbauweise, baugeschichtliche und ortsentwicklungsgeschichtliche Bedeutung | 08963952 |
|                                         | Wohnstallhaus                                                | Zschiedge 9 (Karte)             | um 1800 (Wohnstallhaus) | Wohnstallhaus; Obergeschoss Fachwerk, baugeschichtliche Bedeutung | 08963953 |

## Ausführliche Denkmaltexte
1. ↑  
Sachgesamtheit Bergbaumonumente Freital: inhaltlich und z. T. optisch zusammenhängende Einheit von Hochbauten, Halden, Schächten, Wasserbauten usw. mit folgenden Einzeldenkmalen im Ortsteil Burgk: 
  1. Baron von Burgk Freiherrliche Werke Freital (ehem.) - Huthaus mit Resten der Einfriedung (vier Pfeiler -Sachgesamtheitsteil) (Einzeldenkmal ID-Nr. 08963920),
  2. Besucher-Schauanlage: Mundlochbereich der Tagesstrecke des Oberen Reviers (siehe Einzeldenkmalliste – ID-Nr. 08963916),
  3. Förderturm des Schachtes 1 des  ehemaligen Wismut-Bergbaubetriebes Willy Agatz (Dresden-Gittersee) (Einzeldenkmal ID-Nr. 09300643),
  4. Windbergschacht (ehem.) - Windbergheim: Huthaus des ehemaligen Windbergschachtes (siehe Einzeldenkmalliste – ID-Nr. 08963922),
  5. Baron von Burgk Freiherrliche Werke Freital (ehem.) - ehemaliges Bergarbeiter-Krankenhaus (mit kleinem Nebengebäude) (Einzeldenkmal ID-Nr. 08963917) und
  6. Baron von Burgk Freiherrliche Werke Freital (ehem.) - Beamtenwohnhaus des früheren Wilhelminenschachtes, einschl. der traufseitigen Stützmauern und des in südwestlicher Richtung liegenden  Maschinenhauses des Erdmannschachtes (Einzeldenkmal ID-Nr. 08963921).

(Siehe auch Sachgesamtheitsliste der Stadt Freital, Ortsteile Döhlen – ID-Nr. 09303861, Kleinnaundorf – ID-Nr. 09303862, Niederhäslich – ID-Nr. 09303863, Potschappel – ID-Nr. 09303864, Wurgwitz – ID-Nr. 09303865 und Zauckerode – ID-Nr. 09303866). Wichtige Zeugnisse des mit der Freitaler Ortsgeschichte untrennbar verwobenen Bergbaues, von besonderer regionaler Bedeutung.
2. ↑  
Schloss Burgk ist eine von einer Mauer umgebene Schloss-und Parkanlage. Es ist die Keimzelle des schon im 12. Jh. erwähnten Ortes und somit auch eine der Kultur Freitals. Seit Beginn des 16. Jh. bis ins 18. Jh. war das Rittergut im Besitz derer von Zeutzsch, im 19. Jh. wurde es durch den Montanunternehmer Dathe zu einem Zentrum des Kohlebergbaus ausgebaut. Dathe ließ 1846 das Herrenhaus von 1580, 1707/09 barock wiederaufgebaut, im Sinne der Neorenaissance und des romantischen Klassizismus umgestalten, so dass nun ein Satteldach und Dachhäuser mit geschweiften Giebeln und Obeliskenbekrönung, ein dominanter spitzer Dachreiter mit Uhr und eine zierliche, kunstvoll mit Metall überdachte Terrasse mit einer zweiläufigen Freitreppe das Außenbild bestimmten. Vermutlich vom Renaissancebau hat sich im EG eine massive Holzbalkendecke erhalten, im OG finden sich ein klassizistischer Festsaal und ein Tapetenzimmer (Alpenlandschaft) um 1825. Die erhaltenen Seitengebäude gehen zum Teil aufs 18. Jh. zurück. Besonders die eingeschossige Ostseite, die ehemalige Brauerei, zeigt Einflüsse der sog. Revolutionsarchitektur mit ihrem portikusähnlichen Eingang. Die Scheune der Nordseite wurde 2008 abgebrochen. Weitere Nutzgebäude, ein Verwalterhaus, Einfriedungsmauern mit Portalen, die Zufahrt mit verputzten Mauern und der mit Lesestein- und gehauenem Natursteinpflaster befestigte Hof (hier auch Reste einer Pferdeschwemme) formen ein eindrucksvolles Ensemble. Der Park basiert auf Lustgärten der Renaissance und des Barock und wurde im 19. Jh. im Sinne eines englischen Landschaftsgartens überformt. Hier findet man Teich, Weinpresse, Kräutergarten und einen 1827 datierten Eiskeller, aber auch ein Mundloch zu einem der ältesten Bergbauschächte, das die enge Verknüpfung der Anlage mit der Montanindustrie verkörpert. Im Park das Rotkopf-Görg-Denkmal von 1859 des Bildhauers Michael Arnold. Das geschichtlich, baugeschichtlich und gartenkünstlerisch überörtlich bedeutende Ensemble beherbergt heute das Haus der Heimat und das Bergbau- und Stadtmuseum. Im ehemaligen Brauereiflügel befindet sich eine der wichtigsten Gemäldesammlungen der Region (LfD/2012).
3. ↑  
Schloss Burgk ist eine von einer Mauer umgebene Schloss-und Parkanlage. Es ist die Keimzelle des schon im 12. Jh. erwähnten Ortes und somit auch eine der Kultur Freitals. Seit Beginn des 16. Jh. bis ins 18. Jh. war das Rittergut im Besitz derer von Zeutzsch, im 19. Jh. wurde es durch den Montanunternehmer Dathe zu einem Zentrum des Kohlebergbaus ausgebaut. Dathe ließ 1846 das Herrenhaus von 1580, 1707/09 barock wiederaufgebaut, im Sinne der Neorenaissance und des romantischen Klassizismus umgestalten, so dass nun ein Satteldach und Dachhäuser mit geschweiften Giebeln und Obeliskenbekrönung, ein dominanter spitzer Dachreiter mit Uhr und eine zierliche, kunstvoll mit Metall überdachte Terrasse mit einer zweiläufigen Freitreppe das Außenbild bestimmten. Vermutlich vom Renaissancebau hat sich im EG eine massive Holzbalkendecke erhalten, im OG finden sich ein klassizistischer Festsaal und ein Tapetenzimmer (Alpenlandschaft) um 1825. Die erhaltenen Seitengebäude gehen zum Teil aufs 18. Jh. zurück. Besonders die eingeschossige Ostseite, die ehemalige Brauerei, zeigt Einflüsse der sog. Revolutionsarchitektur mit ihrem portikusähnlichen Eingang. Die Scheune der Nordseite wurde 2008 abgebrochen. Weitere Nutzgebäude, ein Verwalterhaus, Einfriedungsmauern mit Portalen, die Zufahrt mit verputzten Mauern und der mit Lesestein- und gehauenem Natursteinpflaster befestigte Hof (hier auch Reste einer Pferdeschwemme) formen ein eindrucksvolles Ensemble. Der Park basiert auf Lustgärten der Renaissance und des Barock und wurde im 19. Jh. im Sinne eines englischen Landschaftsgartens überformt. Hier findet man Teich, Weinpresse, Kräutergarten und einen 1827 datierten Eiskeller, aber auch ein Mundloch zu einem der ältesten Bergbauschächte, das die enge Verknüpfung der Anlage mit der Montanindustrie verkörpert. Im Park das Rotkopf-Görg-Denkmal von 1859 des Bildhauers Michael Arnold. Das geschichtlich, baugeschichtlich und gartenkünstlerisch überörtlich bedeutende Ensemble beherbergt heute das Haus der Heimat und das Bergbau- und Stadtmuseum. Im ehemaligen Brauereiflügel befindet sich eine der wichtigsten Gemäldesammlungen der Region (LfD/2012).